# Перцевий суп
Перцевий суп — традиційна страва деяких країн Західної Африки, особливо поширена в Нігерії та Екваторіальній Гвінеї. Він може готуватися на основі м'яса, птиці, риби чи морепродуктів, інші інгредієнти також можуть відрізнятися у різних регіонах, наприклад, томати, цибуля чи часник, проте обов'язковим є використання гострого перцю.
У кухні Екваторіальної Гвінеї його частіше готують з риби.
Загалом це пряний, але рідкий суп, іноді до нього додатково подають гарнір. Його прийнято вживати разом із холодними безалкогольними напоями чи пивом. Він може подаватися як на офіційних трапезах, так і у звичайних їдальнях. Перцевий суп настільки популярний, що в Нігерії випускають бульйонні кубики для його приготування зі спеціями. Але в той же час найпоширенішою традицією є його приготування на відкритому повітрі в казані.
Деякі мешканці Західної Африки вважають цей суп лікарським, особливо на основі курячого бульйону, і готують його хворим людям та жінкам, що нещодавно народили, а також їдять його наступного дня після рясних святкувань.